# Alexander Milne Calder
Pour les articles homonymes, voir Milne et Calder.
Cet article possède un paronyme, voir Alexander Milne.
 (mai 2014).
Si vous disposez d'ouvrages ou d'articles de référence ou si vous connaissez des sites web de qualité traitant du thème abordé ici, merci de compléter l'article en donnant les références utiles à sa vérifiabilité et en les liant à la section « Notes et références ».
Alexander Milne Calder (Aberdeen, 23 août 1846 - Pennsylvanie, 4 juin 1923) est un sculpteur américain.
Il est le père d'Alexander Stirling Calder et le grand-père d'Alexander Calder.
Ses œuvres les plus connues sont des éléments architecturaux du Philadelphia City Hall[Lesquelles ?].